# タンザニア・シリング
タンザニア・シリング（スワヒリ語：Shilingi ya Tanzania、英語：Tanzanian shilling）は、タンザニアの通貨単位。1タンザニア・シリング＝0.057円（2023年1月現在）。それまで使われていた東アフリカ・シリングに代わって、1966年に導入された。補助単位としてセント（1タンザニア・シリング＝100セント）があるが、実際には使われていない。

## 通貨表記
タンザニアの通貨は、「x/y（xシリングyセント）」の形で表記される。ゼロ値は「-（ハイフン）」または「=（イコール）」と記される。例えば「20シリング50セント」は「20/50」、「50セント」は「-/50」または「=/50」、「100シリング」は「100/-」または「100/=」と表記される。

## 硬貨
現在、硬貨は5、10、20、50、100、200シリング硬貨が発行されている。物価の上昇に伴い、5、10、20シリング硬貨が使用される機会は減少している。以下、現行の硬貨の特徴。
銀色：ニッケルクラッド鋼
- 5シリング：十角形：農畜産物
- 10シリング：円形：国章
- 20シリング：七角形：アフリカゾウ

金色：黄銅
- 50シリング：七角形：クロサイ
- 100シリング：円形：インパラ
- 200シリング：円形：ライオン

独立当初の1964年には信託統治時代の東アフリカ・シリングのものを模した10セント硬貨と5セント硬貨が作られたが、1966年以降は独自のデザインのものが作られた。しかしインフレの結果、補助単位セントの全ての硬貨と１シリング硬貨は使用されなくなり、現在では発行されていない。以下、過去の硬貨の特徴。
- 5セント：十二角形：バショウカジキ
- 10セント：十個の波形から成る形：シマウマ
- 20セント：円形：ダチョウ
- 50セント：円形：ウサギ
- 1シリング：円形：たいまつ

## 紙幣
現行紙幣は2003年紙幣は2月発行。500、1000、2000、5000、10000シリングが発行されている。500シリングにはアフリカスイギュウが、1000シリングにはジュリウス・ニエレレが、2000シリングにはライオンとキリマンジャロ山が、5000シリングにはクロサイが、10000シリングにはアフリカゾウがそれぞれ描かれている。過去紙幣のデザインであったキリンをかたどった透かし、マイクロ文字、深刻凹版印刷、安全線、合わせ模様などの偽造防止技術が用いられている。
| 2003年時点のタンザニア・シリング | 2003年時点のタンザニア・シリング | 2003年時点のタンザニア・シリング | 2003年時点のタンザニア・シリング | 2003年時点のタンザニア・シリング | 2003年時点のタンザニア・シリング | 2003年時点のタンザニア・シリング                                     | 2003年時点のタンザニア・シリング | 2003年時点のタンザニア・シリング |
| 写真                             | 写真                             | 価値                             | 寸法                             | メインカラー                     | イラスト                         | イラスト                                                             | イラスト                         | 発行                             |
| 表                               | 裏                               | 価値                             | 寸法                             | メインカラー                     | 表                               | 裏                                                                   | 透かし                           | 発行                             |
| -------------------------------- | -------------------------------- | -------------------------------- | -------------------------------- | -------------------------------- | -------------------------------- | -------------------------------------------------------------------- | -------------------------------- | -------------------------------- |
|                                  |                                  | 500/=                            | 130 × 63 mm                      | 緑                               | アフリカスイギュウ               | ダルエスサラーム大学エンクルマ・ホール、帆船                         | キリン                           | 2003年                           |
|                                  |                                  | 1000/=                           | 135 × 66 mm                      | 青紫                             | ジュリウス・ニエレレ             | ストーン・タウンのパレス博物館                                       | キリン                           | 2003年                           |
|                                  |                                  | 2000/=                           | 140 × 69 mm                      | オレンジ・茶色                   | ライオン, キリマンジャロ山       | ストーン・タウンの旧アラブ砦                                         | キリン                           | 2003年                           |
|                                  |                                  | 5000/=                           | 145 × 72 mm                      | 紫                               | クロサイ                         | ゲイタ金鉱とストーン・タウンの「ハウス・オブ・ワンダー（驚愕の家）」 | キリン                           | 2003年                           |
|                                  |                                  | 10 000/=                         | 150 × 75 mm                      | 赤                               | アフリカゾウ                     | タンザニア銀行本店                                                   | キリン                           | 2003年                           |

## 硬貨

### 竹島記念コイン
2019年9月15日、KBS（韓国放送公社）は、タンザニア中央銀行が韓国側が自領土として主張する竹島をモチーフにした3000シリング記念コインを制作したと報道。同月17日、菅義偉官房長官は、在タンザニア日本大使館が同国外務省に事実関係を確認し、「中央銀行を含め、タンザニア政府としてそのような記念コインを発行した事実はない」とする回答を得たとして、韓国側の報道内容を否定した。タンザニア中央銀行も「中央銀行によって発行されたものではない」などと公式に反論した。